# إكيزا
إكيزا (تُرجمت بشكل مختلف من الكيروندي باسم الكارثة، والكارثة الكبرى، والآفة)، أو أوبويكاني (القتل)، كانت سلسلة من عمليات القتل الجماعي–التي غالبًا ما توصف بأنها إبادة جماعية–والتي ارتكبتها الحكومة والجيش التي يهيمن عليها التوتسي في بوروندي عام 1972، في المقام الأول ضد الهوتو المتعلمين والنخبة الذين عاشوا في البلاد. تشير التقديرات المحافظة إلى أن عدد القتلى في هذا الحدث يتراوح بين 100 ألف و150 ألف قتيل، بينما تشير بعض التقديرات إلى أن عدد القتلى يصل إلى 300 ألف.

## الخلفية

### التوترات العرقية في بوروندي

كانت بوروندي (باللون الأحمر) محاطة برواندا من الشمال، وزائير من الغرب، وتنزانيا من الشرق

في القرن العشرين، كان في بوروندي ثلاث مجموعات عرقية أصلية رئيسية: الهوتو، والتوتسي، والتوا. تم استعمار المنطقة من قبل الإمبراطورية الألمانية في أواخر القرن التاسع عشر وإدارتها كجزء من شرق أفريقيا الألمانية. وفي بوروندي ورواندا المجاورة إلى الشمال، حافظ الألمان على الحكم غير المباشر، تاركين الهياكل الاجتماعية المحلية سليمة. وفي ظل هذا النظام، كانت أقلية التوتسي تتمتع عمومًا بمكانتها التاريخية العالية كأرستقراطيين، في حين احتل الهوتو قاع البنية الاجتماعية. ينتمي الحكام الأمراء والملكيون إلى مجموعة عرقية فريدة، وهي غانوا، على الرغم من تراجع الأهمية السياسية لهذا التمييز بمرور الوقت ودمج الفئة ضمن مجموعة التوتسي. خلال الحرب العالمية الأولى، احتلت القوات البلجيكية من الكونغو البلجيكية بوروندي ورواندا. في عام 1919، وتحت رعاية عصبة الأمم الناشئة، تم منح بلجيكا مسؤولية إدارة «رواندا أوروندي» باعتبارها إقليماً مفوضاً. ورغم التزامهم بتعزيز التقدم الاجتماعي في الإقليم، فإن البلجيكيين لم يعملوا على تغيير هياكل السلطة المحلية. بعد الحرب العالمية الثانية، تم تشكيل الأمم المتحدة وأصبحت رواندا أوروندي منطقة تحت الوصاية تحت الإدارة البلجيكية، الأمر الذي تطلب من البلجيكيين تثقيف السكان المحليين سياسياً وإعدادهم للاستقلال.
سُمح لسكان أوروندي بالمشاركة في السياسة بداية من عام 1959. تأسست حكومة ذاتية محدودة في عام 1961. حقق حزب الاتحاد من أجل التقدم الوطني فوزًا ساحقًا في الانتخابات الوطنية وأصبح زعيمه لويس رواغاسور رئيسًا للوزراء. على الرغم من كونه ابنًا للملك البوروندي موامبوتس الرابع، فقد ترشح على أساس تكافؤ الفرص، مما أدى إلى توليد الأمل في إقامة علاقات عرقية سلمية. تم اغتياله بعد شهر من توليه منصبه. لقد ارتفعت حدة الاستقطاب العرقي، الذي لم يكن في البداية محل اهتمام الطبقة الحاكمة، بسرعة بين النخبة السياسية في أوروندي بعد جريمة القتل. حصلت أوروندي على استقلالها كمملكة بوروندي في يوليو 1962، بينما أصبحت رواندا جمهورية مستقلة.
أثار موامبوتسه غضب السياسيين في بوروندي من خلال التدخل المتكرر في شؤونهم لمحاولة إصلاح الحكومات المتصارعة في البلاد. وقد أدى العنف ضد التوتسي في الثورة الرواندية في الفترة 1962–1963 إلى تفاقم المخاوف العرقية المحلية. ومنذ هذه النقطة، حرصت كل الأنظمة التي يهيمن عليها التوتسي في بوروندي على منع ثورة مماثلة في بلادهم. بحلول عام 1965، أدت الاغتيالات والمؤامرات التخريبية ومحاولة الانقلاب إلى مقتل العديد من أعضاء البرلمان الهوتو وأثارت العنف العرقي في المناطق الريفية. وفي العام التالي، أطيح بموامبوتس في انقلاب لصالح ابنه نتاري الخامس. وسرعان ما أطيح بنتاري في انقلاب آخر قاده ضابط شاب من التوتسي في الجيش البوروندي، ميشيل ميكومبيرو. ألغى ميكومبيرو النظام الملكي وتم تنصيبه رئيسًا لبوروندي ؛ وفي ظل حكمه تركزت السلطة بشكل متزايد في أيدي التوتسي، وخاصة مجموعة من مقاطعة بوروري أطلق عليها اسم مجموعة بوروري،  في حين انخفضت مشاركة الهوتو في الحكومة بشكل مطرد. أدت الشائعات حول مؤامرة انقلابية للهوتو في عام 1969 إلى قيام الحكومة بإعدام العشرات من الشخصيات العامة الهوتو. بحلول أوائل سبعينيات القرن العشرين، بلغ عدد سكان بوروندي حوالي خمسة ملايين نسمة، منهم حوالي 85% من الهوتو، و14% من التوتسي، و1% من التوا.
وفي الفترة نفسها، تصاعدت التوترات بين المجموعتين الفرعيتين التوتسي–التوتسي بانياروغورو والتوتسي هيما. كان التوتسي–بانياروجورو مرتبطين تاريخيًا بالنظام الملكي، في حين كان ميكومبيرو والعديد من رفاقه من البوروري من التوتسي–هيما. اتهمت حكومته العديد من الشخصيات البارزة من بنياروغورو في يوليو 1971 بالتآمر لإعادة نتاري إلى العرش. في 14 يناير/كانون الثاني 1972، حكمت محكمة عسكرية على تسعة من سكان بانياروغورو بالإعدام وعلى سبعة آخرين بالسجن مدى الحياة بتهمة التآمر. لقد أدى الانقسام التوتسي إلى إضعاف شرعية حكومة ميكومبيرو التي يهيمن عليها الهيما إلى حد كبير.

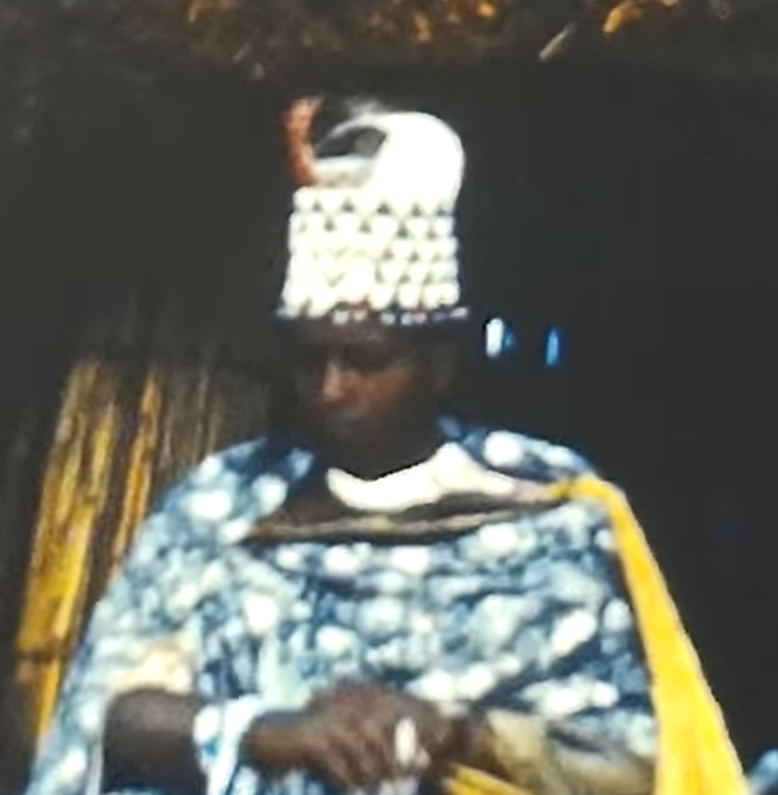
نتاري الخامس ملك بوروندي في عام 1966، في الصورة أثناء تتويجه

### عودة نتاري الخامس
في 30 مارس 1972، سافر نتاري إلى جيتيجا، بوروندي، على متن طائرة هليكوبتر من أوغندا بعد سنوات في المنفى. تم اعتقاله على الفور  ووضعه تحت الإقامة الجبرية في قصره السابق في المدينة. وتظل أسباب عودة نتاري إلى بوروندي مثيرة للجدل. وزعم بعض المعلقين أنه تفاوض مع ميكومبيرو على اتفاق يسمح له بالعودة إلى وطنه ليعيش كمواطن عادي، لكن في نهاية المطاف تعرض للخيانة من قبل الرئيس. واقترح آخرون أن الرئيس الأوغندي عيدي أمين سلم نتاري إلى ميكومبيرو كـ«هدية». صرح الكاتب مارك مانيراكيزا أن حكومة أمين نسقت مع ميكومبيرو لاختطاف طائرة نتاري أثناء توجهها إلى مدينة كاباري الأوغندية. ونفت الحكومة الأوغندية وجود أي مؤامرة، مشيرة إلى أن ميكومبيرو أكد لها أن نتاري سيكون آمنا في بوروندي. يعتقد بعض الدبلوماسيين الأوروبيين أن ميكومبيرو وافق بشكل مشروع على السماح لنتاري بالعودة دون مضايقة «في لحظة من الانحراف العقلي» فقط لكي يندم سريعًا على قراره و«يبالغ في رد فعله» باعتقاله. وأشرف وزير الخارجية البوروندي أرتيمون سيمباناني على المناقشات مع السلطات الأوغندية التي أدت إلى عودة نتاري إلى وطنه.
وبعد فترة وجيزة من اعتقال نتاري، أعلنت وسائل الإعلام الرسمية البوروندية أنه تم اعتقاله بتهمة التخطيط لانقلاب لاستعادة عرشه باستخدام المرتزقة البيض. وأعلنت إذاعة صوت الثورة الحكومية: «دعونا نضاعف يقظتنا، فلم يتم نزع سلاح أعداء تحريرنا بعد». وفي حين عزا البث الأصلي فشل مؤامرة نتاري المزعومة إلى افتقاره إلى «عملاء» داخل بوروندي، فقد زعم التصحيح الذي صدر في اليوم التالي أن هؤلاء العملاء كانوا داخل البلاد.
في هذه الأثناء، كانت الحكومة البوروندية تتناقش حول مصير نتاري. فضّل بعض الوزراء إبقاءه قيد الاحتجاز في جيتيجا، بينما طالب آخرون بإعدامه. وعلى وجه الخصوص، اعتقد أعضاء مجموعة بوروري أن وفاته كانت ضرورية، في حين خاف أولئك الذين عارضوا هذا الرأي من العواقب الوخيمة المترتبة على قتل الملك السابق. وفي 23 أبريل/نيسان، أُبلغ مدير مدرسة في بوروري أن معظم المعلمين الهوتو في نيانزا لاك فروا إلى تنزانيا. ونقل الرسالة إلى الحكومة البوروندية التي، خوفًا من الاضطرابات، حددت موعدًا لاجتماع المسؤولين الإقليميين في مدينة رومونج في 29 أبريل. في ظهر يوم 29 أبريل، حل ميكومبيرو حكومته  وطرد العديد من كبار المسؤولين الآخرين،  بما في ذلك السكرتير التنفيذي لاتحاد التقدم الوطني أندريه ياندي. أثار هذا الخبر حماس بعض البورونديين، معتقدين أنه إشارة إلى قرار ميكومبيرو بالتخلص من المجموعة. وقد تركت الإدارة للعمل بتوجيهات من المديرين العامين للوزارات الحكومية.

## الأحداث

### انتفاضة الهوتو
وفي الفترة ما بين الساعة 20:00 و21:00 من يوم 29 أبريل/نيسان، بدأ المسلحون الهوتو سلسلة من الهجمات في بوجومبورا وعبر المقاطعات الجنوبية رومونج، ونيانزا لاك، وبوروري. في كل موقع، تجمع المتمردون حول مجموعة من الأفراد الذين كانوا يرتدون «زيًا موحدًا» من القمصان السوداء والوشوم وعصابات الرأس الحمراء أو الأواني المطلية بالمينا البيضاء الملطخة بالطلاء الأحمر. كانوا يعملون في مجموعات تتألف من حوالي 10 إلى 30 فردًا وكانوا مسلحين بأسلحة آلية وسواطير ورماح. وانضم إلى المسلحين المنفيون الزائيريون، الذين يطلق عليهم عادة اسم «البُوليون». كانت بوروندي موطنا لآلاف من المنفيين الزائيريين الذين كانوا متميزين ثقافيا عن غيرهم من أعضاء المجتمع البوروندي ولكن كانت لديهم مظالم ضد مجموعة بوروري وكانوا متقبلين للتحريض ضد نظام ميكومبيرو. تذكرنا علامة «موليلي» باسم بيير موليلي، الذي قاد تمردًا في وسط زائير من عام 1964 إلى عام 1965. في الواقع، كان المتمردون الزائيريون الذين قاتلوا إلى جانب المسلحين الهوتو في الغالب من أتباع جاستون سوميالوت السابقين، الذين قادوا تمردًا مماثلاً في شرق زائير خلال نفس الفترة الزمنية. استهدف المتمردون التوتسي وارتكبوا العديد من الفظائع،  بالإضافة إلى حرق المنازل وذبح الماشية. وعلى الرغم من هذه المجازر العرقية، زعم الباحث نايجل وات أن المتمردين كانوا يأملون في البداية في الحصول على دعم الملكيين التوتسي الذين شعروا بالغضب إزاء اعتقال نتاري.
وفي بوروري، قام المتمردون بقتل جميع المسؤولين العسكريين والمدنيين. وبعد الاستيلاء على مخازن الأسلحة في رومونج ونيانزا لاك، قتل المسلحون كل شخص من التوتسي صادفوه وعددًا من الهوتو الذين رفضوا الانضمام إليهم. وكان اجتماع المسؤولين الإقليميين في رومونج لا يزال مستمرا عندما بدأت الهجمات. تمكن المتمردون من قتل 12 مسؤولاً، لكن ياندي وألبرت شيبورا، اللذين كانا يقودان المؤتمر، تمكنا من إطلاق النار على قاعة الاجتماع والهروب إلى بوجومبورا. حاول الفلاحون الهوتو والتوتسي في بلدة فياندا مقاومة المسلحين بشكل مشترك. قدر المبشرون أن المتمردين قتلوا ما بين 800 إلى 1200 من التوتسي والهوتو في الفترة من 29 أبريل إلى 5 مايو، وكان معظم الضحايا من التوتسي. ذكر الأكاديمي رينيه ليمارشاند أن ما بين 1000 إلى 2000 حالة وفاة من التوتسي هو «تقدير معقول». بعد السيطرة على الجنوب، أعاد المتمردون تجميع صفوفهم في فياندا وأعلنوا إنشاء «جمهورية مارتيازو». وفي أراضيهم رفع المتمردون علمًا أحمر وأخضر وأخضعوا التوتسي الأسرى إلى «محاكم شعبية».
وفي وقت متأخر من مساء يوم 29 أبريل، أذاعت إذاعة صوت الثورة إعلان حالة الطوارئ. وفي بوجومبورا، استهدف المتمردون محطة الإذاعة، لكنهم فقدوا عنصر المفاجأة ولجأوا بسرعة إلى هجمات غير منسقة ضد التوتسي. قام ضباط الجيش بحشد قواتهم بسرعة وحيّدوا المتمردين في المدينة خلال 24 ساعة. وفي تلك الليلة، أعدم نتاري في جيتيجا على يد القوات الحكومية. وقد خلص المؤرخان جان بيير كريتيان وجان فرانسوا دوباكوير، بعد تقييم العديد من شهادات الشهود، إلى أن نتاري تعرض لإطلاق النار والطعن حتى الموت من قبل مجموعة من حوالي اثني عشر جنديًا بقيادة الكابتن نتابراهو بناءً على أوامر ميكومبيرو في حوالي الساعة 23:15. في 30 أبريل، أعاد ميكومبيرو بسرعة المدعين العامين سيريل نزوهابونيو وبرنارد كاييبيجي إلى مكاتبهما للمساعدة في قمع التمرد. وأعلنت وسائل الإعلام الرسمية أيضًا عن تنصيب حكام عسكريين ليحلوا محل المدنيين في كل مقاطعة، وكشفت عن وفاة نتاري، وزعمت أن الملكيين هاجموا قصره في جيتيجا في محاولة لتحريره وأنه «قُتل أثناء الهجوم».
وفي اليوم نفسه، ناشد ميكومبيرو حكومة زائير طلبا للمساعدة في قمع التمرد. استجاب الرئيس موبوتو سيسي سيكو بإرسال سرية من المظليين الزائيريين إلى بوجومبورا، حيث احتلوا المطار وحرسوا المواقع الاستراتيجية حول المدينة. كما قام بإقراض ميكومبيرو عددًا قليلاً من الطائرات النفاثة لإجراء الاستطلاع الجوي. وقد ضمن هذا الأمر سيطرة ميكومبيرو على العاصمة، وأتاح الفرصة للقوات البوروندية لمحاربة التمرد في الجنوب. وبعد أسبوع انسحبت القوات الزائيرية. قام الرئيس التنزاني جوليوس نيريري بشحن 24 طنًا من الذخيرة إلى الجيش البوروندي لمساعدته في حملته. وبمجرد أن أصبح حجم عمليات القتل الانتقامية معروفًا، رفض موبوتو ونيريري تقديم المزيد من المساعدة المادية لميكومبيرو. قامت الحكومة الفرنسية بتزويد النظام البوروندي بالأسلحة، وقام العديد من الطيارين الفرنسيين بالطيران نيابة عنها في الهجمات المضادة ضد المتمردين. كما قدمت أوغندا وليبيا للحكومة البوروندية المساعدة الفنية لقمع التمرد.
شنت الحكومة البوروندية أولى هجماتها المضادة باستخدام جنود من بوجومبورا ومعسكرات عسكرية في بوروري. في الأول من مايو، تمكنت القوات الحكومية من بوجومبورا من تأمين رومونج، وفي اليوم التالي، تمكنت القوات من جيتيجا من احتلال نيانزا–لاك. وأفاد شهود عيان أن جميع المتمردين الذين أسرهم الجيش البوروندي تم إعدامهم دون محاكمة ودفنهم في مقابر جماعية. اعتبرت الحكومة جميع الأشخاص الذين يبحثون عن مأوى في الأدغال أو يحملون الندوب «متمردين» وتم مطاردتهم. وقد أدى هذا إلى نزوح الآلاف من اللاجئين نحو زائير وتنزانيا، وخاصة أولئك الذين كانوا يقيمون على ساحل بحيرة تنجانيقا. وألقت إحدى المروحيات البوروندية منشورات تعلن عن استعادة النظام قريبًا، فيما أطلقت مروحية أخرى النار على مجموعات من المدنيين الهاربين. وفي الفترة ما بين 30 أبريل و5 مايو، ركز الجيش على استعادة ساحل بحيرة تنجانيقا. في 10 مايو، أعلنت الحكومة أنها سيطرت عسكريًا بشكل كامل على جنوب بوروندي، على الرغم من استمرار بعض الصراعات.

### عمليات القتل
بعد إعادة تأمين بوروري وقمع التمرد، شرعت الحكومة البوروندية في برنامج قمعي، مستهدفة في البداية النخبة الهوتو المتبقية في البلاد. تم اعتقال جميع الوزراء الهوتو السابقين المتبقين في حكومات ميكومبيرو السابقة في الأسبوع الأول من الأزمة. وشمل ذلك أربعة من الهوتو الذين كانوا في الحكومة اعتبارًا من صباح يوم 29 أبريل قبل حلها: وزير الخدمة المدنية جوزيف باراجينجانا، وزير الاتصالات باسكال بوبيريزا، وزير الأشغال العامة مارك ندايزيجا، ووزير الشؤون الاجتماعية جان كريسوستوم بانديامبونا. لقد أذهل نداييزيجا المبشرين عندما امتثل لاستدعاء ميكومبيرو له بالعودة من الخارج، على الرغم من اعتقال أفراد عائلته. تم قتل جميع الأربعة بسرعة. وتم على عجل تطهير القوات المسلحة من الضباط الهوتو؛ وقد قدرت المفوضية العليا للأمم المتحدة لشئون اللاجئين عدد الضباط الهوتو الذين قتلوا بحلول أواخر شهر مايو بنحو 131 ضابطاً، ولم يتبق منهم سوى أربعة فقط. اختفى القائد مارتن ندايهوزي، وهو ضابط من الهوتو ووزير سابق في الحكومة كان مواليًا لميكومبيرو، بعد استدعائه إلى اجتماع أزمة  في وقت مبكر من صباح يوم 30 أبريل. وكُشف لاحقًا أنه تم القبض عليه وإعدامه، وأكد المسؤولون البورونديون أنه كان يتآمر ضد الحكومة. وبحسب السفير الأمريكي توماس ميلادي، فقد تم اعتقال ما يقرب من 500 جندي هوتو إضافي، بالإضافة إلى حوالي 2000 موظف مدني في العاصمة. واعترفت الحكومة بقتل هؤلاء السجناء، وأعلنت أن «الجناة» في الانتفاضة تم اعتقالهم وتقديمهم للمحاكمة وإعدامهم. ولم تكن هناك محاكمات علنية للمتهمين بالتخطيط للتمرد. تم دفن الضحايا الذين تم جمعهم من بوجومبورا في مقبرة جماعية في بوتيريري.

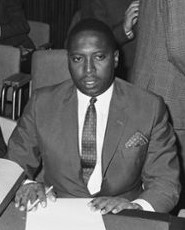
أشرف أرتيمون سيمباناني على عمليات قتل الهوتو

وبما أن ميكومبيرو حل حكومته، فقد شاب المراحل الأولى من القمع حالة من الارتباك الشديد. في الممارسة العملية، كان الأفراد الذين تربطهم علاقات وثيقة بالرئيس، وخاصة مجموعة بوروري، لا يزالون قادرين على ممارسة السلطة. في 12 مايو، عيّن ميكومبيرو وزير الخارجية السابق سيمباناني في منصب سفير متجول، مما مكنه من تنظيم وتوجيه عمليات قتل الهوتو. سرعان ما نظر عمال الإغاثة الأجانب إلى ألبرت شيبورا وأعضاء رئيسيين آخرين في المجموعة باعتبارهم قنوات يمكن من خلالها إجراء الأعمال الرسمية مع السلطات. وعلى هذا النحو، أعيد تعزيز السلطة في مركز الحكومة بسرعة، وإن كان ذلك دون استعادة العديد من المناصب الرسمية للسلطة. كان هذا الارتباك الأولي محصوراً في أعلى مستويات الحكومة؛ أما المستويات الأدنى من الإدارة فقد نفذت القمع بأقل قدر من الاضطراب. وفي مايو/أيار، منعت السلطات البوروندية الصحفيين الأجانب من دخول البلاد. كما منعت الحكومة أيضًا تنقل الأشخاص بين المحافظات دون تصريح.
في الجامعة الرسمية في بوجومبورا، هاجم طلاب التوتسي بعض زملائهم الهوتو وقتلوهم. تم اعتقال ما مجموعه 56 طالبًا من الهوتو في المؤسسة من قبل السلطات وتم اقتيادهم بعيدًا،  بالإضافة إلى العديد من الإداريين الهوتو. في خطاب عام ألقاه في التاسع من مايو/أيار، أدان غابرييل باراكانا، عميد الجامعة، قتل الأبرياء، وخاصة الطلاب. كما حث ميكومبيرو، صديقه، على وقف القمع. بحلول الثامن من مايو/أيار، كان أغلب الهوتو المتعلمين في بوجومبورا قد تم القضاء عليهم، ووسع النظام قمعه إلى المحافظات، حيث ناشد ميكومبيرو أنصاره السعي إلى تحقيق «انتصارات جديدة». ثم أصبح القمع متكررًا في شمال البلاد. وأدان عدد قليل من القساوسة المسيحيين الأجانب في شمال بوروندي القمع، مما أدى إلى استجوابهم من قبل الشرطة بتهمة المشاركة في «نشاط سياسي» ووضعهم تحت المراقبة. وقد قُتل ما مجموعه 17 قسًا كاثوليكيًا من الهوتو، بينما تم وضع اثنين من الأساقفة تحت الإقامة الجبرية. كتب العديد من رؤساء البعثات الكاثوليكية رسالة إلى أساقفة بوروندي هاجموا فيها مسؤولي الكنيسة لفشلهم في إدانة الفظائع المرتكبة ضد الهوتو. دافع رئيس الأساقفة أندريه ماكاراكيزا، وهو من التوتسي، عن موقف الكنيسة، في حين طرد الأمن الوطني العديد من الموقعين على الرسالة من البلاد.
إن المشاركة الكبيرة للقضاء البوروندي في عمليات القمع سمحت له بأن يتخذ طابعاً شبه قضائي. وأصدرت النيابة العامة أول اعتقالات في المحافظات ضد أفراد يشتبه منذ فترة طويلة في معارضتهم للنظام أو قيامهم بأدوار قيادية في الانتفاضة. وقد اتسع نطاق الاتهامات والاعتقالات تدريجياً من خلال العلاقات الشخصية للمعتقلين في البداية لتشمل قطاعات كاملة من السكان. بدأت الاجتماعات المنتظمة التي عقدها المسؤولون المحليون والإقليميون حول القضايا العامة للحكم تشمل مناقشات حول المشتبه بهم في التمرد. ومع تقدم عمليات الاعتقال، كتب القاضي ديوجراتياس نتافيو أن «الصعوبات ذات الطبيعة العملية» منعته من تقديم تفاصيل واسعة النطاق في لوائح الاتهام التي وجهها. وبحلول منتصف شهر مايو/أيار، لجأ نتافيو إلى تصنيف 101 محتجزاً في فئات على أساس مهنتهم وقربهم الجغرافي. كانت الفئات التي حددها نتافيو على النحو التالي: الموظفون المدنيون، الذين استخدموا مناصبهم في الحكومة لتقويض مؤسسات الدولة عمداً؛ ومسؤولو الكنيسة، الذين بشروا بالانقسام الاجتماعي والتعصب؛ والتجار الأثرياء، الذين استخدموا أموالهم لإقناع الآخرين بدعم دوافعهم الخفية. وفقًا للمؤرخ إيدان راسل، فإن وجهة نظر نتافيو «انعكست في جميع أنحاء البلاد؛ الرغبة في (بالفرنسية: couper tout ce qui dépasse)، 'قطع كل أولئك المتفوقين'.» 
وعادة ما تقوم السلطات باعتقال الأشخاص وفقًا لظهور أسمائهم في قائمة مكتوبة. حتى عندما اختارت السلطات الضحايا بناءً على أهوائها الشخصية لأسباب انتهازية، مثل العيش في منزل جيد مناسب للنهب، فإنهم يبررون اختيارهم بالإشارة إلى ظهور اسم الضحية في القائمة. على الرغم من تعرض بعض المعتقلين للضرب عند اعتقالهم، إلا أن معظم الاعتقالات حدثت بشكل سلمي، ثم أعدم الجنود أو الدرك الأسرى في وقت لاحق بعيدًا عن أعين الناس. هناك إجماع بين الروايات حول عمليات القتل على أن غالبية الهوتو الذين استهدفتهم الدولة تصرفوا بخضوع وتعاونوا مع السلطات. قامت السلطات بتمشيط المناطق الريفية أثناء الليل، وانتقلت من منزل إلى منزل، بينما أقامت حواجز على الطرق في المناطق الحضرية وأخذت الهوتو من سياراتهم. وقد ارتكبت معظم عمليات القتل على يد الجيش، وشباب الثورة رواغاسور (الجناح الشبابي لاتحاد التقدم الوطني)، وعدد غير معروف من اللاجئين التوتسي الروانديين الذين فروا من الثورة الرواندية. تم إطلاق النار على عدد قليل من الأشخاص، بينما تعرض معظم الضحايا للطعن أو الضرب حتى الموت. تعرضت العديد من النساء والفتيات الهوتو للاعتداء الجنسي من قبل السلطات.
تم اعتقال المثقف الهوتو ميشيل كايويا من قبل النظام بتهمة «العنصرية» في المراحل الأولى من إيكيزا قبل إخراجه من السجن وإطلاق النار عليه في 15 مايو. كما تم إعدام جوزيف سيمباي، أول رئيس وزراء لبوروندي،  وكذلك البرلماني السابق والحاكم يوستاش نجابيشا، ومدير الجامعة ووزير الحكومة السابق كلافر نوينكوار،  ولاعب كرة القدم النجم ميلتوس هابواويه. تم القبض على حاكم بوجومبورا غريغوار باراكامفيتيه، وهو من الهوتو، ثلاث مرات ولكن تم إنقاذه في النهاية.
كانت هناك حالات قليلة من عمليات قتل التوتسي التي ترعاها الحكومة أثناء هذه القضية. وقد لاحظ المراقبون الدوليون في بوجومبورا «تطهيراً» بين التوتسي المحليين، حيث اعتقلت السلطات وأعدمت المعتدلين الذين لم يبدو أنهم يؤيدون بشكل كامل مسار العمل المتخذ ضد الهوتو. سعى أعضاء مجموعة بوروري إلى اعتقال التوتسي «الليبراليين» في أوائل شهر مايو. وتشير التقديرات إلى أن ما يقرب من 100 من التوتسي قد أعدموا في جيتيجا في 6 مايو/أيار في حادثة ربما امتدت من التنافس بين الهيما وبانياروجورو. في مقاطعة نجوزي، قتل الحاكم العسكري جوزيف بيزوزا ستة مسؤولين من التوتسي  بما في ذلك وزير الحكومة السابق أميدي كابوجوبوغو. خاف الحاكم المدني أنطوان غاهيرو على حياته ففر، تاركًا بيزوزا في قيادة المنطقة بمفرده. كما قُتل العديد من المواطنين الروانديين والزائيريين،  وتظاهر بعض الهوتو في بوجومبورا بأنهم مواطنون زائيريون لتجنب التدقيق. وأفاد السفير البلجيكي أن مواطناً بلجيكياً قُتل خلال الأيام القليلة الأولى من القمع، على الرغم من أنه أرجع ذلك إلى حادث. ولم يلحق أي أذى بأي مواطن غربي آخر.
وقد هدأت أعمال العنف الأكثر كثافة في شهر يونيو/حزيران. وفي بداية الشهر، أرسل ميكومبيرو «مجالس حكماء» للتجول في البلاد لتشجيع الهدوء وإبلاغ الجمهور بأن الأزمة قد انتهت. وفي بعض الحالات، عقدوا اجتماعات لإخراج الهوتو من مخابئهم حتى يتمكن الجيش من القبض عليهم وإعدامهم. في 21 يونيو، أعلن القائد العام للجيش توماس ندابيميي أن جميع العمليات العسكرية انتهت. وفي 13 يوليو/تموز، استولى الجيش البوروندي على مركبات تابعة لليونيسف وسفينة مسح تابعة للأمم المتحدة، وأعدم أشخاصاً من الهوتو كانوا يعملون في مشاريع الأمم المتحدة. كما أرسلت قوات الأمن الوطنية عملاء إلى شرق زائير لتسليم الهوتو المطلوبين. شكل ميكومبيرو حكومة جديدة في اليوم التالي بقيادة ألبين نيامويا. ولصرف الانتباه عن الانتقادات الموجهة للعنف، وضع ميكومبيرو المزيد من المعتدلين في حكومته، بما في ذلك عدد قليل من الهوتو الرمزيين. أعيد سيمباناني إلى منصب وزير الخارجية. وبعد ذلك بفترة وجيزة، أعاد ترتيب قيادة الجيش، وطرد نائب القائد الذي لعب دورًا رئيسيًا في المذابح المدنية وتطهير الجنود التوتسي المعتدلين. بدأ رئيس الوزراء الجديد جولة في البلاد، حيث تحدث إلى حشود من الشعب يهيمن عليها التوتسي. ورغم تأكيده لهم أن السلام قد عاد، فقد شجعهم على الحذر من «الخونة» المستمرين. وانتهت عمليات القتل في الغالب في أوائل أغسطس. في 23 أغسطس، أعيد الحكام المدنيين إلى المقاطعات.

### الرواية البوروندية الرسمية
صرح ميكومبيرو أن 100 ألف شخص لقوا حتفهم في التمرد وما تلاه، مما يشير إلى أن الوفيات تم تقاسمها بالتساوي بين الهوتو والتوتسي. ونفى رسميًا أن يكون حل حكومته مرتبطًا بالتمرد، قائلًا إن تتابع الأحداث كان مسألة «قدرية». في وقت مبكر من عهد إيكيزا، حاولت الحكومة ربط المتمردين الهوتو بالملكيين الروانديين، ولكن سرعان ما تخلت عن هذه المحاولة حيث تبنى المتمردون أيديولوجية تفوق الهوتو في حين كان يُنظر إلى غالبية الملكيين الروانديين على أنهم من التوتسي. وفي أواخر يونيو/حزيران، أعلن نزوهابونايو في مقابلة أن الانتفاضة في الجنوب كانت جزءًا من مؤامرة «إمبريالية» دبرها المتمردون الهوتو، وأتباع المتمرد الزائيري الراحل بيير موليلي، ووزراء سابقون في حكومة الهوتو بهدف الاستيلاء على بوروندي واستخدامها كقاعدة لمهاجمة تنزانيا وزائير.
وكان المراقبون الدوليون يميلون إلى الاتفاق مع الحكومة على وجود نوع من «مؤامرة الهوتو»، ولكنهم ظلوا يشكون في الكفاءة والدقة الواضحة في قمعها للهوتو. اشتبه بعض مسؤولي الكنيسة المسيحية في أن الحكومة كانت على علم بالمؤامرة وسمحت للانتفاضة بالاستمرار لاستخدامها كذريعة لبدء عمليات القتل. وفي 26 يونيو/حزيران، نشرت السفارة البوروندية في الولايات المتحدة ورقة بيضاء تنفي الاتهامات بالإبادة الجماعية. وجاء في جزء من البيان: «نحن لا نعتقد أن القمع يعادل الإبادة الجماعية، فهناك هوة بين الاثنين. نحن لا نتحدث عن القمع، بل عن الدفاع المشروع لأن بلادنا كانت في حالة حرب». وفي المقابل، اتهمت الصحيفة البوروندية المتمردين بالتخطيط الدقيق لإبادة جماعية من شأنها أن تقضي على جميع التوتسي البورونديين. نشرت الحكومة كتابًا أبيض في سبتمبر/أيلول بعنوان «تشريح مأساة بوروندي». وقد زعم هذا العمل، الذي تم توزيعه على البعثات الدبلوماسية، أن العنف العرقي كان نتيجة تحريض من الأجانب وأن بلجيكا كانت مسؤولة إلى حد كبير عن أحداث عام 1972. ولم ينسب التقرير أي مسؤولية عن العنف إلى الزعماء البورونديين. وقد اختلفت المصادر الأجنبية بشكل كبير مع الرواية البوروندية، ورفضت وصفها للانتفاضة بأنها مبالغ فيها وروايتها للقمع بأنها مقللة من أهميتها. دافع معظم أساقفة بوروندي الكاثوليك عن موقف الحكومة، وتحدثوا عن «مؤامرة شيطانية لخداع الشعب من أجل تعزيز الكراهية العنصرية». وقد ذكر اثنان من الأساقفة على وجه التحديد أن عمليات القتل كانت نتيجة «هجوم من قوة أجنبية». أشارت الحكومة والكنيسة على نحو ملطف إلى التمرد والقتل الذي تلاه باعتبارهما «اضطرابات».

## الرد الأجنبي

### الإغاثة الإنسانية
أعلنت حكومة الولايات المتحدة بوروندي «منطقة كوارث» في الأول من مايو. وبعد استخدام 25 ألف دولار من صندوق الطوارئ للمساعدات التابع لحساب الإغاثة العالمية من الكوارث، طلبت بوروندي من الولايات المتحدة 75 ألف دولار أخرى، والتي تم منحها على الفور. تم استخدام معظم الأموال لشراء السلع محليًا أو من البلدان المجاورة؛ وشملت العناصر البطانيات، وسيارتي إسعاف، والطعام، والملابس، ووسائل النقل. وفي المجمل، أنفقت حكومة الولايات المتحدة 627.400 دولار على جهود الإغاثة أثناء وبعد إعصار إيكيزا في بوروندي وفي البلدان المجاورة التي فر إليها اللاجئون. بلغ إجمالي الإنفاق الخيري الخاص الأمريكي على المساعدات 196.500 دولار.
وفي أواخر شهر مايو/أيار، عرض الأمين العام للأمم المتحدة كورت فالدهايم إنشاء برنامج للمساعدات الإنسانية. تم إرسال بعثتين صغيرتين للأمم المتحدة إلى بوروندي لمسح احتياجات السكان. وتألفت المجموعة الأولى من إيسوفو سيدو-جيرماكوي، وماكير بيدانو، وأ.ج. هومانهيرمبيرج. وصلوا إلى بوجومبورا في 22 يونيو واستقبلهم ميكومبيرو. وقد مكثوا في البلاد لمدة أسبوع، وقاموا بجولة في عدة مناطق نائية وكتبوا تقريراً قدموه إلى فالدهايم. في 4 يوليو، عقد فالدهايم مؤتمرا صحفيا. وفي إشارة إلى التقرير، قال إن التقديرات تشير إلى مقتل ما بين 80 ألفًا إلى 200 ألف شخص، بينما نزح 500 ألف شخص آخرين داخليًا. وتم إرسال «فريق فني» ثانٍ يتكون من الضابط ستانيسيس ويوجين كوفي أدوبولي إلى بوروندي لصياغة خطة الإغاثة. وأقاموا في الفترة من 31 يوليو/تموز إلى 7 أغسطس/آب، وقدموا توصياتهم بعد يومين من ذلك. وكان محور حججهم هو الحث على إنشاء برنامج إغاثة قصير الأجل وطويل الأجل لإعادة تأهيل المناطق المتضررة بشدة وتعزيز النمو الاقتصادي. وشمل ذلك اقتراح تقديم المساعدة الفنية من الأمم المتحدة لاستبدال الموظفين البورونديين العاملين في المؤسسات المهمة الذين «اختفوا». وفي نهاية المطاف أنفقت الأمم المتحدة أكثر من 4 ملايين دولار لمساعدة النازحين داخلياً واللاجئين.
قامت العديد من المنظمات الخيرية المسيحية الدولية بتزويد البورونديين بالطعام والإمدادات الطبية خلال المراحل الأولى من إيكيزا. في أعقاب نداء موجه إلى الحكومة البوروندية، حصلت اللجنة الدولية للصليب الأحمر في 28 يونيو/حزيران على تفويض لتقديم الإغاثة في جنوب غرب بوروندي وبوجومبورا. ووافقت الحكومة البوروندية أيضاً على طلب الصليب الأحمر بالسماح لموظفيه بالإشراف المباشر على توزيع مساعداته على المستفيدين المقصودين، ولكن في السادس من يوليو/تموز سحب وزير الصحة ورئيس الصليب الأحمر البوروندي هذا الترخيص وجعلا جميع الجهود التي تخطط لها اللجنة الدولية للصليب الأحمر خاضعة لموافقة لجنة الإغاثة الوطنية في بوروندي قبل التنفيذ. وكان مندوبو اللجنة الدولية للصليب الأحمر في البلاد ــ الذين شعروا أيضاً بأن الصليب الأحمر البوروندي لم يكن أكثر من أداة حكومية ــ يخشون أن يؤدي التغيير إلى منع التوزيع السليم للإغاثة على ضحايا الهوتو. وبسبب إحباطهم، كتب المندوبون إلى مقرهم في جنيف، يحثونهم على نشر الأمر لإحراج الحكومة البوروندية. كما اتهمت اللجنة المركزية المينونايتية السلطات البوروندية بـ«عدم الرغبة الواضحة في السماح لوكالات الإغاثة بمساعدة الهوتو». انهارت محادثات اللجنة الدولية للصليب الأحمر مع المسؤولين البورونديين بشأن إعادة التفاوض على شروط توزيع المساعدات في 14 يوليو/تموز. حاول أحد المندوبين مرة أخرى التوصل إلى اتفاق بعد ثلاثة أيام من تنصيب الحكومة الجديدة. ويقترحون خطة ثلاثية للسيطرة على توزيع المساعدات تشمل ممثلين من اللجنة الدولية للصليب الأحمر والصليب الأحمر البوروندي ولجنة الإغاثة الوطنية والتي من شأنها أن تسمح لموظفي اللجنة الدولية للصليب الأحمر بإدارة مخزونهم من الإمدادات وتوزيعها شخصياً. رفض المسؤولون البورونديون هذا الاقتراح، مؤكدين أن إمدادات الإغاثة يجب أن تُحفظ بدلاً من ذلك في مقر حزب اتحاد التقدم الوطني، وأن يتم توزيعها عن طريق الوكالات البوروندية المحلية. وبعد سماعها بعدم إحراز تقدم في المفاوضات، سحبت اللجنة الدولية للصليب الأحمر ممثليها من البلاد؛ وانتقل أحدهم إلى رواندا لتقييم إمكانيات مساعدة اللاجئين هناك. وقد أدت التسريبات حول المشاكل مع اللجنة الدولية للصليب الأحمر إلى دفع البعثة البوروندية لدى الأمم المتحدة إلى إصدار بيان نفي فيه وجود أي صعوبات في الرابع من أغسطس/آب، قائلة: «لقد تمكنت حكومة بوروندي من تلبية احتياجات الإغاثة المطلوبة بالكامل، ولحسن الحظ أنها تمتلك مصادر إغاثة كافية منذ البداية، وذلك بفضل المساعدات الثنائية من البلدان الصديقة، وبالتالي نجحنا في التعامل مع حالة الطوارئ... وإذا كان فريق الصليب الأحمر الدولي قد غادر، فإن ذلك لا يرجع إلى أن الحكومة لديها ما تخفيه، بل لأن وجوده لم يكن ضرورياً».
وفي منتصف أغسطس/آب، خففت الحكومة البوروندية من موقفها وسمحت للجنة الدولية للصليب الأحمر بتقديم المساعدات بشرط أن يحل موظفو رابطة جمعيات الصليب الأحمر محل موظفي اللجنة الدولية للصليب الأحمر في بوروندي، وأن تقتصر جهودهم على بوجومبورا وبوروري، وأن يتم التوزيع بالتعاون مع الصليب الأحمر البوروندي. وبما أن اللجنة الدولية للصليب الأحمر كانت مسؤولة في المقام الأول عن جهود الإغاثة في زمن الحرب بينما كانت الرابطة مسؤولة عن الإغاثة في زمن السلم، فإن هذا الاقتراح الذي قدمته الحكومة البوروندية كان يهدف إلى الإشارة إلى أن الصراع والقتل قد توقفا. وفي محاولة لفرض سيطرتها على البلاد، واصلت الحكومة البوروندية مضايقة منظمات الإغاثة خلال هذه الفترة؛ ففي 21 أغسطس/آب تأخر تفريغ إمدادات الإغاثة من طائرة تابعة لمنظمة كاريتاس الدولية بينما كان المدير العام لوزارة الصحة يتجادل مع مدير الجمعية الخيرية حول من سيتحكم في توزيع المساعدات. وفي نهاية المطاف، صادرت الحكومة جميع شحنات الصليب الأحمر القادمة من سويسرا وعشرة أطنان من الحليب التي جلبتها منظمة كاريتاس. تم السماح لخدمات الإغاثة الكاثوليكية بالاحتفاظ بإمداداتها بعد أن أجبرتها الحكومة على فتح جميع طرودها للتفتيش. وفي نهاية المطاف، تمكنت اللجنة الدولية للصليب الأحمر من توزيع المساعدات في منطقة الكارثة التي حددتها الحكومة في جنوب غرب بوروندي، في حين قدمت مؤسسة كاريتاس وخدمات الإغاثة الكاثوليكية بشكل سري المساعدة للأرامل والأيتام في المناطق حول البلاد التي لم تعتمد رسميا كمناطق إغاثة من قبل الحكومة. وبمجرد تأمين قدرتها على تقديم المساعدة، تجنبت المنظمات الخيرية تسييس الوضع في بوروندي أو التعليق على عمليات القتل التي أدت إلى الكارثة.

### ردود الفعل على العنف
كان المسؤولون الأميركيون في سفارتهم في بوجومبورا سريعين في ملاحظة القمع، حيث مرت الشاحنات المحملة بالجثث أمام مبناهم وتحدث موظفوهم الهوتو عن أقارب يتعرضون للقتل. وفي 5 مايو/أيار، التقى السفير ميلادي مع ميكومبيرو للتعبير عن قلقه إزاء العنف وتقديم المساعدات الإنسانية. حذرت ميلادي ميكومبيرو من ممارسة ضبط النفس في قمع التمرد، مما جعله أول ممثل غربي يتفاعل رسميًا مع عمليات القتل ويدعو إلى وقفها. وأكد ميكومبيرو للسفير أن الحكومة ستضمن سلامة المغتربين الأميركيين. تم إطلاق سراح موظف بوروندي في السفارة الأمريكية كان قد تم اعتقاله بعد تدخل ميلادي. في العاشر من مايو/أيار، أرسلت ميلادي برقية إلى وزارة الخارجية الأمريكية تشير فيها إلى أن العنف يتخذ خصائص «الإبادة الجماعية الانتقائية». وردت حكومة الولايات المتحدة على هذه الفظائع بتشجيع منظمة الوحدة الأفريقية على مناقشة الأمر وحث الأمم المتحدة على إرسال مساعدات إنسانية إلى بوروندي. في البداية، شارك المسؤولون في سفارة الولايات المتحدة في نيروبي بكينيا تفاصيل الوضع في بوروندي مع المراسلين الأميركيين، لكن هذا توقف بعد أن انتقدتهم ميلادي لإفشائهم هذه المعلومات.
بحلول منتصف شهر مايو/أيار، شعر معظم الدبلوماسيين الغربيين في بوروندي بأن التمرد قد تم قمعه وأن العنف المستمر اتخذ شكل محاولة للقضاء على الهوتو. وبما أن بلجيكا كانت الحاكم الانتدابي السابق لبوروندي، فقد كانت الحكومة البلجيكية، من بين الكيانات الأجنبية، الأكثر اهتماماً بشكل مباشر بالأحداث هناك. أبلغ رئيس الوزراء جاستون إيسكينز مجلس وزرائه في 19 مايو/أيار أنه يمتلك معلومات تفيد بأن بوروندي تشهد «إبادة جماعية حقيقية». وأكد وزير الخارجية البلجيكي للجنة العلاقات الخارجية بمجلس الشيوخ أن السفير البلجيكي في بوروندي تلقى تعليمات بالتعبير عن القلق إزاء الوضع والرغبة في السلام. وقد نفذ السفير بيير فان هوت هذه المهمة بعد عدة أيام. وأدان الصحافيون والجمهور وأعضاء البرلمان البلجيكي أعمال العنف. ونتيجة لقدر كبير من الضغط من جانب الجمهور وبعض الحث من جانب الولايات المتحدة، أوقفت بلجيكا مبيعات الذخيرة إلى بوروندي. كما بدأت في الانسحاب التدريجي لفريق المساعدة العسكرية، وبعد رفض مراجعة شروط برنامج مساعداتها التعليمية، سحبت معلميها المعارين. قررت الحكومة البلجيكية في وقت لاحق إنهاء جميع المساعدات العسكرية لبوروندي بحلول سبتمبر 1973، مما أثار غضب المسؤولين البورونديين بشدة. كما هدد البلجيكيون بتعليق مساهمتهم السنوية في المساعدات المقدمة إلى بوروندي والتي تبلغ 4.5 مليون دولار، ولكن هذا لم يتم تنفيذه قط، حيث اتخذ صناع القرار موقفاً مفاده أن سحب المساعدة سيكون أكثر ضرراً للشعب البوروندي من الحكومة.
خلال هذه الفترة، عقد الدبلوماسيون الأميركيون والبلجيكيون والفرنسيون والألمان الغربيون ورواندا وزائير عدة اجتماعات في السفارة البابوية في بوجومبورا حيث أعربوا عن مشاعرهم بأن القمع الذي تمارسه الحكومة البوروندية لم يعد مرتبطًا بقمع الانتفاضة بل امتد إلى حملة انتقام عرقي. وحثوا جميعا عميد السلك الدبلوماسي، السفير البابوي ويليام أكين كارو، على توجيه رسالة نيابة عنهم إلى ميكومبيرو. وكان كاريو خارج البلاد وعاد في 25 مايو. وبعد أربعة أيام أرسل رسالة احتجاج حذرة إلى السلطات البوروندية نيابة عن نفسه والدبلوماسيين الآخرين. كما أدان البابا يوحنا بولس الثاني علنًا «القتال الدموي» في البلاد. وخوفًا من أن يؤدي الإدانة القاسية من جانب حكوماتهم إلى إثارة غضب البورونديين تجاه الإمبريالية الغربية المزعومة، شجع الدبلوماسيون الغربيون رؤسائهم على مناشدة الزعماء الأفارقة للتدخل. تم الاتصال بموبوتو ونيريري ولكن دون جدوى. في الأول من يونيو/حزيران، وبعد أن تحدث دبلوماسيون أميركيون مع الرئيس الرواندي غريغوار كاييباندا (الذي كان من الهوتو)، سلم وزير التعاون الدولي الرواندي رسالة موقعة من كاييباندا إلى السلطات البوروندية والتي ناشدت ميكومبيرو وقف عمليات القتل. وفي اليوم التالي، حث النواب في الجمعية الوطنية الفرنسية الحكومة الفرنسية دون جدوى على اتخاذ إجراءات لوقف عمليات القتل. وبحسب ميلادي، فإن الممثلين الأجانب لكوريا الشمالية والاتحاد السوفييتي وجمهورية الصين الشعبية لم يبدوا أي اهتمام بالاحتجاج على عمليات القتل.
وأبلغ فالدهايم الممثل الدائم لبوروندي أن الأمم المتحدة تشعر بالقلق إزاء الوضع في البلاد. وفي الثاني والعشرين من مايو/أيار، زار الأمين العام لمنظمة الوحدة الأفريقية ديالو تيلي بوروندي في مهمة «لتقصي الحقائق»،  وأعلن أن وجوده يشير إلى تضامن منظمة الوحدة الأفريقية مع ميكومبيرو،  وتعهد بتقديم «دعمه الكامل» للرئيس. وقد صدم هذا التصريح العديد من الدبلوماسيين الغربيين. وأفادت وزارة الخارجية الأمريكية في وقت لاحق أن تيلي قد أخبر أحد الدبلوماسيين بأنه حث ميكومبيرو على وقف عمليات القتل، لأنها تعكس صورة سيئة عن أفريقيا. وفي الشهر التالي عقدت منظمة الوحدة الإفريقية مؤتمرا في الرباط. وأعلن الوفد البوروندي أن الأزمة في بوروندي ترجع في المقام الأول إلى أجانب يتصرفون نيابة عن المستعمرين الجدد وأن البلاد ليس لديها مشكلة في العلاقات العرقية. وقد أصدر مجلس وزراء منظمة الوحدة الأفريقية قرارًا يؤكد على أن تصرفات ميكومبيرو سوف تؤدي إلى استعادة السلام والوحدة الوطنية البوروندية بسرعة. أعرب عدد قليل من المندوبين الأفارقة بشكل خاص عن استيائهم من هذه البادرة. باستثناء كاييباندا رئيس رواندا، لم يصدر عن معظم رؤساء الدول الأفريقية أي إدانة علنية لعمليات القتل في بوروندي، على الرغم من أن الاتحاد الوطني للطلاب في أوغندا فعل ذلك في 16 يوليو/تموز  وفي 21 أغسطس/آب، غادر ممثل برنامج الأمم المتحدة الإنمائي في بوروندي البلاد للاحتجاج على مقتل الهوتو. اتهمت الحكومة الرواندية بوروندي رسميًا بارتكاب إبادة جماعية ضد الهوتو في اجتماع لمنظمة الوحدة الأفريقية في مايو 1973.
وباستثناء الاحتجاجات الدبلوماسية وتوفير المساعدات الإنسانية، لم يتخذ المجتمع الدولي أي خطوات لوقف الإبادة الجماعية. وخلص مسؤولون في وزارة الخارجية الأمريكية إلى أنه «لا يمكن التدخل في الشؤون الداخلية لبوروندي» خوفًا من تفاقم المشاعر المناهضة للإمبريالية في أفريقيا. لقد راقب مجلس الأمن القومي الأمريكي عن كثب الشؤون البوروندية تحسباً لوقوع أحداث «أكثر وضوحاً في الأذهان العامة مما حدث حتى الآن». ولكن هذا لم يحدث، حيث تلاشت أغلب القصص الإخبارية عن بوروندي بحلول شهر يوليو/تموز. في سبتمبر، أصبح الرئيس ريتشارد نيكسون مهتمًا بالأحداث في بوروندي وبدأ في طلب معلومات حول رد وزارة الخارجية على عمليات القتل. وأكد المسؤولون الحكوميون أنهم اتخذوا أفضل مسار للعمل وأن نفوذهم في بوروندي ضئيل، متجاهلين الإشارة إلى أن الولايات المتحدة كانت المستورد الرئيسي للقهوة البوروندي. كتب مستشار الأمن القومي الأمريكي هنري كيسنجر مذكرة إلى نيكسون بشأن الإبادة الجماعية، زاعماً أنه بما أن الولايات المتحدة لديها مصالح استراتيجية قليلة في البلاد، فيجب عليها أن تحد من تدخلها في هذه القضية. رد نيكسون بغضب على النصيحة الحذرة في الوثيقة، وكتب في هامشها أن «هذا هو أحد أكثر ردود الفعل تشاؤمًا وقسوة من حكومة عظيمة تجاه مأساة إنسانية مروعة رأيتها على الإطلاق». وأضاف، «أخبر الأخوات الضعيفات في مكتب الدولة الأفريقي بتقديم توصية حول كيفية إظهار الغضب الأخلاقي على الأقل. ولنبدأ باستدعاء سفيرنا على الفور للتشاور. لن أقوم تحت أي ظرف من الظروف بتعيين سفير جديد لتقديم أوراق اعتماد لهؤلاء الجزارين». تم استدعاء روبرت ل. يوست، بديل ميلادي (تم إعادة تعيين ميلادي)، من بوروندي في عام 1973. وتزامن ذلك مع انتهاء كافة برامج التبادل الثقافي الثنائي والمساعدات الاقتصادية. وقد تم ترك المساعدات الإنسانية لتستمر بشرط توزيعها بشكل عادل على جميع البورونديين. ورتبت وزارة الخارجية لقاء بين الدبلوماسي ديفيد د. نيوسوم والسفير البوروندي تيرينس تسانزي في 18 أكتوبر/تشرين الأول لشرح أن هذه الإجراءات كانت تهدف إلى الاحتجاج على العنف ضد الهوتو. رد تسانزي دفاعيًا، حيث زعم أن انتفاضة الهوتو شكلت أكبر تهديد لحكومة ميكومبيرو حتى الآن، ونفى أن تكون العرقية عاملاً رئيسيًا في الأعمال الانتقامية، وأكد أن جميع المساعدات الأجنبية تم توزيعها بشكل عادل. قامت الولايات المتحدة بتطبيع علاقاتها مع بوروندي في يناير 1974.

## التحليلات

### عدد القتلى
تشير التقديرات المحافظة إلى أن حصيلة قتلى الإبادة الجماعية تتراوح بين 100 ألف و150 ألف قتيل،  في حين يضعها البعض عند مستوى 300 ألف قتيل، وهو ما يعني أن العدد يشمل ما بين 10% إلى 15% من سكان الهوتو الذكور في بوروندي. قدر ليمارشاند عدد القتلى من الهوتو بنحو 200 ألف إلى 300 ألف. وبما أن القمع استهدف الهوتو المتعلمين وكان أغلب المتعلمين في بوروندي من الذكور، فقد مات عدد أكبر من الذكور مقارنة بالإناث في هذا الحدث. تم قتل ما يقرب من 75 بالمائة من الهوتو البورونديين المتعلمين. وأكد ليمارشاند أن عمليات القتل نفذتها الحكومة بسبب التهديد المتصور للدولة في شكل تمرد أبريل، وكتب: «يجب النظر إلى الانتقام وليس الأيديولوجية باعتباره الدافع الأساسي وراء عمليات القتل».

### تقييم العنف باعتباره إبادة جماعية
لا يوجد إجماع أكاديمي حول ما إذا كانت مذبحة إيكيزا تشكل إبادة جماعية، أو «إبادة جماعية انتقائية»، أو «إبادة جماعية مزدوجة»، أو مجرد تطهير عرقي واسع النطاق. ويفضل كثيرون وصف ما حدث بـ«المذبحة». وخلص ممارس القانون الدولي ويليام جيه بتلر وباحث الدراسات الدولية جورج أوبيوزور إلى أن «الأعمال الإبادة الجماعية وقعت في بوروندي وكان الضحايا في الغالب من الهوتو». وصف المؤرخ جان بيير كريتيان مذبحة إيكيزا بأنها «إبادة جماعية حقيقية لنخب الهوتو». اعتبر عالم الاجتماع ليو كوبر أن ما حدث كان إبادة جماعية،  كما فعلت المؤرخة أليسون ديس فورج. ووصف ليمارشاند الحدث بأنه «إبادة جماعية انتقائية» و«إبادة جماعية جزئية»، مؤكداً استهداف الأشخاص المتعلمين بين سكان الهوتو على نطاق أوسع. انتقد عالم الاجتماع إيرفينج لويس هورويتز استخدام ليمارشاند للعبارة السابقة، قائلاً «إن استخدام مصطلحات مثل الإبادة الجماعية الانتقائية، مثل الإبادة الجماعية الثقافية، هو في الأساس جهد عاطفي للمطالبة بالطابع الخاص للقتل الجماعي، ربما لزيادة الشعور بالرعب الذي عانى منه هؤلاء الأشخاص المهملون في كثير من الأحيان». كان العلماء الذين ركزوا على الإبادة الجماعية في رواندا عام 1994 يميلون إلى التقليل من أحداث عام 1972 في بوروندي. ويشير الأكاديميان سكوت شتراوس وديفيد ليونارد إلى هذه الأحداث باعتبارها «مجازر منظمة» بدلاً من الإبادة الجماعية. وكتب محلل السياسات ديفيد ريف أن استهداف الهوتو على أساس الوضع التعليمي يعني أن عمليات القتل تعتبر بموجب القانون الدولي بمثابة إبادة جماعية. يعتقد المؤرخ تيموثي جيه ستابلتون أيضًا أن مذبحة إيكيزا استوفت المعايير الدولية لتصنيفها على أنها إبادة جماعية. في عام 1985، وصفت الأمم المتحدة بأثر رجعي عمليات القتل التي وقعت عام 1972 بأنها إبادة جماعية.
في حين أن معظم المناقشات الأكاديمية حول استخدام مصطلح الإبادة الجماعية فيما يتعلق بأحداث عام 1972 في بوروندي تنطوي على القتل الجماعي للهوتو على يد التوتسي، فإن كريتيان والمؤرخ جان فرانسوا دوباكير اعتبرا الأنشطة المناهضة للتوتسي التي قام بها المتمردون الهوتو دليلاً على مشروع إبادة جماعية لم يتحقق أبدًا. وفي إطار حجتهم لهذا الاستنتاج، استشهد كريتيان ودوباكير بالوجود المزعوم للمنشورات التي وزعها المتمردون والتي تتضمن دعوات صريحة لارتكاب الإبادة الجماعية ضد التوتسي. لا يُعرف وجود نسخ أصلية لهذه الوثائق، على الرغم من أن المؤرخين استشهدا بكتاب من تأليف مارك مانيراكيزا، وهو معارض لنظام ميكومبيرو، والذي ادعى أنه أعاد إنتاج هذه النصوص بالكامل تقريبًا في عمله. رفض ليمارشاند صحة الوثائق التاريخية  وانتقد فرضية كريتيان ودوباكير باعتبارها «تؤيد بشكل غير نقدي الرواية الرسمية للسلطات البوروندية في ذلك الوقت» ولا تدعمها البيانات التجريبية.

### سلوك الضحايا
أعربت الروايات الأجنبية عن دهشتها بشكل عام إزاء استعداد الضحايا الواضح للامتثال لأوامر الجناة حتى وفاتهم. وقد تم تقديم تفسيرات عديدة لهذا السلوك. يعزو بعض المؤلفين طاعة الهوتو إلى الاستسلام في مواجهة العقبات الساحقة، في حين اقترح آخرون أن أفعالهم كانت متجذرة في التاريخ الإقطاعي لبوروندي وثقافة خضوع الهوتو للتوتسي. استشهد كوبر بحادثة إيكيزا كمثال على الإبادة الجماعية «التي كان للضحايا فيها قدرة (كبيرة) على المقاومة، أو التي شكل فيها الضحايا، من الناحية الموضوعية، تهديدًا خطيرًا». انتقد المؤرخ ايدان راسل هذا الاستنتاج، وكتب «للحفاظ على مثل هذه القراءة فمن الضروري تجاهل التمييز بين الفرد الذي يواجه مثل هذا العنف من جانب الدولة وبين إمكانية نشوء مجتمع متخيل لم يتخيله الكثيرون حتى الآن [...] فباستثناء مجموعة مختارة من الساسة والمقاتلين، لم تشكل عرقية الهوتو مجتمعاً مؤسسياً لغالبية أعضائها في التلال. فقد واجه كل ضحية عنف الدولة وحدها».

## ما بعد ذلك

### التأثيرات على بوروندي
كتب راسل: «امتدت فترة الستينيات الطويلة في بوروندي من البداية المفاجئة للمنافسة السياسية في عام 1959، مروراً بالاستقلال الرسمي في عام 1962، إلى كارثة الدمار في عام 1972. ومع هذا العنف انغلقت آفاق المستقبل الممكنة، وشعر الناس أنهم أدركوا يقيناً جديداً فيما تعنيه العلاقات والهويات والحياة نفسها بعد الاستعمار الآن». وقد ضمنت قبيلة إيكيزا هيمنة التوتسي، وخاصة قبيلة هيما، على المجتمع البوروندي. تحركت النخبة في بانيروجورو التي كانت تتنازع مع نظام ميكومبيرو لدعم زعماء الهيمو، حيث رأوا أن انتفاضة الهوتو تشكل تهديدًا أكبر لهم. وقد استمرت بعض التوترات الكامنة، مما دفع الرئيس إلى إقالة رئيس وزرائه في بانياروغو في عام 1973 وتولي السيطرة الشخصية على الحقائب الوزارية الرئيسية. أدى العنف الذي اندلع عام 1972 إلى نزوح آلاف الهوتو والتوتسي داخليًا  وفي أعقاب هذا الحدث، تم استبعاد الهوتو المتعلمين الناجين بالكامل تقريبًا من المناصب القيادية في الجيش، والخدمة المدنية، والمؤسسات الحكومية، والمؤسسات التعليمية العليا. أما من بقي من الهوتو في الخدمة المدنية فقد تم الاحتفاظ بهم هناك إلى حد كبير من أجل المظاهر. كما أدى القضاء الفعلي على جيل من الهوتو المتعلمين إلى ضمان هيمنة التوتسي على السلطة القضائية لعقود من الزمن. وقد أدت عمليات التطهير إلى تقليص حجم القوات المسلحة. وتسببت عمليات القتل أيضًا في أضرار محدودة للاقتصاد، حيث أدى فقدان العمال الهوتو في صناعة القهوة إلى تعطيل نقلها وتخزينها. فر العديد من المزارعين الهوتو من العنف وأُحرقت محاصيلهم، ولكن بما أن معظمهم كانوا يديرون عمليات الزراعة المعيشية، فإن تدميرهم لم يكن له تأثير وطني كبير. من عام 1973 إلى عام 1980، تابع العديد من الطلاب الهوتو من بوروندي تعليمهم الثانوي في البلدان المجاورة. وفي بوروندي، كان شهر مايو/أيار ـ ذكرى إيكيزا ـ سبباً في إثارة القلق بين طلاب الهوتو، وقد ورد أن السلطات التوتسية استغلت هذا الأمر لمنعهم من اجتياز امتحاناتهم السنوية.
في عام 1974 أعلن ميكومبيرو عفوا عاما عن اللاجئين الهوتو. ومع ذلك، ظل نظامه معاديًا للمنفيين؛ ففي عام 1975، قتلت الحكومة مجموعة من اللاجئين العائدين إلى وطنهم في بحيرة نيانزا بعد عام واحد من عودتهم. طوال سبعينيات القرن العشرين، أنتجت الحكومة البوروندية دعاية تصور البلاد على أنها موحدة وخالية من المشاكل العرقية. ومع ذلك، ظل موقفها محفوفًا بالمخاطر، وأدت المخاوف من اندلاع انتفاضة أخرى للهوتو إلى زيادة المخصصات المخصصة للجيش. لقد نجح القمع الذي مارسته جماعة إيكيزا في إحباط احتمالات اندلاع أعمال عنف مناهضة للنظام، وأصبحت بوروندي خالية من الصراعات بشكل غير مسبوق حتى عام 1988. ولم تتلق بوروندي سوى مساعدات عسكرية قليلة من القوى الغربية في أعقاب عمليات القتل باستثناء فرنسا. وبدوره، عززت البلاد علاقاتها العسكرية مع دول الكتلة الشرقية.
في عام 1976، تمت الإطاحة بميكومبيرو في انقلاب غير دموي بقيادة العقيد جان بابتيست باغازا. في البداية، عرض نظام باغازا المصالحة العرقية المحتملة، فأعلن العفو عن جميع اللاجئين الهوتو في الخارج، وفي عام 1979، منح عفواً محدوداً لبعض السجناء. ومع ذلك، ظلت هيمنة التوتسي–هيما على الحكومة قائمة. واستمر القمع السياسي، وراقبت الحكومة عن كثب أنشطة مواطنيها في الخارج، حتى أولئك الذين تخلوا عن جنسيتهم البوروندية. ولم يحظ الاستبعاد المنهجي للهوتو من الفرص الاجتماعية والاقتصادية إلا بقدر ضئيل من الاهتمام الدولي لسنوات عديدة. وفي أعقاب الضغوط الدولية، شهدت بوروندي انتقالاً ديمقراطياً في عام 1993 وانتخبت أول رئيس من الهوتو، ميلكيور نداداي. وفي مقابلة قال إنه لن يسعى إلى محاكمة الأفراد عن الأفعال التي ارتكبوها في عام 1972، خوفًا من أن يؤدي ذلك إلى زعزعة استقرار البلاد. في 21 أكتوبر، قُتل هو وزعماء سياسيون آخرون على يد ضباط الجيش التوتسي في محاولة انقلاب فاشلة. وقد أثار إعلان وفاته موجة من العنف، حيث قام فلاحون وناشطون سياسيون من الهوتو ـ وأعلن العديد منهم أنهم يخشون تكرار ما حدث في إيكيزا إذا لم يتحركوا ـ بقتل الآلاف من التوتسي في مختلف أنحاء البلاد.

### اللاجئون
أدت حركة إيكيزا إلى نزوح جماعي كبير لأغلبية الهوتو من بوروندي إلى البلدان المجاورة. وقد لجأ عدد غير معروف من الأشخاص الذين عاشوا في المناطق الحدودية لفترة وجيزة إلى الدول المجاورة، لكنهم عادوا بعد أن مرت موجة القمع الأشد. ولكن بحلول منتصف عام 1973، كان نحو 6 آلاف شخص قد فروا إلى رواندا، ولكن نصفهم تقريبا انتقلوا إلى تنزانيا، لأن رواندا كانت مكتظة بالسكان وكانت معظم أراضيها مزروعة بالفعل. وبحلول نفس الوقت، كان حوالي 35 ألف شخص قد لجأوا إلى زائير. واستقر معظم المزارعين في سهل روزيزي، في حين تقدم المنفيون الأكثر تعليماً بطلبات للعمل في بلدتي أوفيرا وبوكافو، لكن نجاحهم كان محدوداً. وكانت مساعدات الإغاثة من الحكومة الزائيرية متقطعة، ولم تفكر الحكومة في منح تصاريح الإقامة للاجئين حتى عام 1976. استوعبت تنزانيا الغالبية العظمى من اللاجئين البورونديين لعدة أسباب: كانت قريبة جغرافيًا من مقاطعة بوروري في بوروندي، حيث كان قمع الحكومة هو الأكثر كثافة؛ كانت بالفعل موطنًا لعدد كبير من السكان المغتربين البورونديين؛ كانت لغة مجموعة ها العرقية الكبيرة في تنزانيا معروفة. وثيقة الصلة بالكيروندي؛ ولم تكن مكتظة بالسكان؛ وكانت ترحب تاريخيًا باللاجئين من بلدان أخرى. وتشير التقديرات إلى أن نحو 40 ألف بوروندي قد طلبوا اللجوء هناك بحلول نهاية عام 1973، وبحلول نهاية عام 1974 ارتفع العدد إلى 80 ألفاً. في أغسطس 1972، خصصت الحكومة التنزانية أوليانكولو، وهي منطقة نائية في منطقة تابورا، لاستيطان اللاجئين مع مجتمعات أخرى أنشئت في كاتومبا وميشوما في منطقة كيغوما. وقد أقنعت العفو الذي أصدره ميكومبيرو وباغازا ما بين 10 آلاف إلى 20 ألف مواطن بالعودة إلى بوروندي، وكان أغلبهم من المقيمين في زائير. وقد أثارت إيكيزا موجة جديدة من التفكير بين اللاجئين الهوتو، حيث أصبحوا يعتقدون أن الهدف النهائي للتوتسي هو قتل عدد كاف من الهوتو لتغيير التركيبة السكانية في بوروندي بحيث يصبح كلا المجموعتين العرقيتين متساويين في العدد، وبالتالي تعزيز قوتهم. النفوذ السياسي. وقد صاغ بعض النخب الهوتو الباقية أيديولوجية قاسية مناهضة للتوتسي، تأسست على فرضية حامية ؛ فوفقاً لهم، كان شعب التوتسي –باعتبارهم من أصل حامي– قاسيين ومتوحشين بطبيعتهم، مقارنة بالهوتو المرتبطين بالبانتو. واستشهدوا بإيكيزا كمثال رئيسي على هذه القسوة. وبشكل عام، أصبح الهوتو أكثر وعياً بهويتهم العرقية. أسس الهوتو الراديكاليون حزب تحرير شعب الهوتو في المستوطنات التنزانية، وفي عام 1988 نظموا هجمات ضد التوتسي في بوروندي. سعى الزعماء السياسيون التنزانيون إلى الحفاظ على علاقات جيدة مع بوروندي، ووقفوا بشكل علني ضد محاولات اللاجئين رعاية التخريب في بلدهم الأصلي. في العقد الأول من القرن الحادي والعشرين، عرضت الحكومة التنزانية التجنس الجماعي على اللاجئين البورونديين المتبقين وأطفالهم.

### التأثيرات الدولية
في عام 1973، أحالت اللجنة الفرعية للأمم المتحدة لمنع التمييز وحماية الأقليات شكوى ضد الحكومة البوروندية بسبب انتهاكاتها المستمرة لحقوق الإنسان إلى لجنة الأمم المتحدة لحقوق الإنسان. وعندما عقدت اللجنة مؤتمرها السنوي في عام 1974، عينت مجموعة عمل جديدة للتواصل مع البورونديين وتقديم تقرير جديد عن قضايا حقوق الإنسان في البلاد في المؤتمر التالي، وهو ما أدى فعلياً إلى إسقاط الأمر. وفي نهاية المطاف رفضت اللجنة القضية في عام 1975. وفي الوقت نفسه، نشرت مؤسسة كارنيغي للسلام الدولي تقريراً عن الإبادة الجماعية، دعت فيه الولايات المتحدة إلى استغلال وضعها كمشتري رئيسي للقهوة البوروندية لممارسة الضغوط الاقتصادية على نظام ميكومبيرو. صرح مسؤول وزارة الخارجية الأمريكية هيرمان جاي كوهين للجنة الكونجرس قائلاً: «لقد شعرنا أن التهديد بالمقاطعة لن يؤثر على المشاكل المباشرة للعنف العرقي» وكان من شأنه أن يكون ضارًا بالمواطنين البورونديين العاديين. في عام 1987، سعت أرملة القائد ندايهوزي للحصول على تعويض عن مقتل زوجها نيابة عن عائلات أخرى كان أعضاؤها ضحايا لإيكيزا. وبناء على طلب السفير البوروندي، تم منعها من دخول مبنى مقر الأمم المتحدة في نيويورك.
وقد أدت الأحداث في بوروندي إلى تكثيف التوترات العرقية في رواندا، حيث بدأ الهوتو في مضايقة ومهاجمة التوتسي، وخاصة الطلاب. وأمام العزلة السياسية المتزايدة، استخدم كاييباندا عمليات القتل في بوروندي كسبب لاتخاذ المزيد من التدابير التمييزية ضد التوتسي. وقد أدى استخدام حكومته للجان المراقبة الأهلية لتنفيذ البرنامج إلى خلق حالة من عدم الاستقرار عندما بدأت الهيئات في التشكيك في سلطة السلطات، مما سهل انقلاب ضابط الجيش جوفينال هابياريمانا في عام 1973. خلال الحرب الأهلية الرواندية في الفترة من 1990 إلى 1994، استذكر العديد من الساسة الهوتو إيكيزا، واستخدموها للتعبير عن مخاوفهم من الفظائع إذا نجحت الجبهة الوطنية الرواندية التي يهيمن عليها التوتسي في الاستيلاء على السلطة.

## الإرث
يتذكر أهل بوروندي الإبادة الجماعية باسم «إكيزا»، والتي تُرجمت بشكل مختلف إلى «الكارثة»، أو «الكارثة الكبرى»، أو «الآفة». ويُطلق عليها أيضًا اسم «أوبويكاني»، والتي تُترجم من لغة كيروندي إلى «عمليات القتل» أو «المذابح». كان يتم استخدام كلمة أوبويكاني بشكل شائع لوصف الحدث الذي وقع خلال السبعينيات وبعدها. ولم يكن مصطلح «الإبادة الجماعية» يُستخدم بشكل متكرر حتى تسعينيات القرن العشرين، حيث تأثر الخطاب المحلي بالإبادة الجماعية التي وقعت في رواندا عام 1994 ومناقشات حقوق الإنسان الدولية الواسعة النطاق. لا يزال مصطلح الإبادة الجماعية يستخدم على نطاق واسع كوصف فقط في المناقشات الفرنسية للحدث ونادرًا ما يتم ذكره في السرديات التي يرويها الكيروندي. يُطلق عليها أحيانًا اسم «الإبادة الجماعية الأولى» لتمييزها عن عمليات القتل التي وقعت في بوروندي عام 1993. وفقًا لليمارتشاند، كانت مذبحة إيكيزا أول إبادة جماعية موثقة في أفريقيا ما بعد الاستعمار. لم يتم توجيه اتهامات جنائية لأي شخص على الإطلاق تتعلق بعمليات القتل. جاءت معظم المعلومات عن إيكيزا من روايات اللاجئين والمبشرين حتى نشر المؤرخان كريتيان ودوباكير كتابهما عن الحدث، بوروندي 1972، على حافة الإبادة الجماعية، في عام 2007.
وفقًا لليمارتشاند، فإن إيكيزا «يتنافسون» مع الإبادة الجماعية للتوتسي في رواندا في الوعي الجماعي للهوتو والتوتسي البورونديين من أجل الاعتراف بهم. كما يولي الهوتو البورونديون أهمية أكبر لمذبحة إيكيزا مقارنة بمذابح عام 1993، والتي يؤكد عليها التوتسي. كتب ليمارشاند في عام 2009 أن «إبادة الهوتو التي ارتكبها التوتسي في عام 1972 قد تم محوها فعليًا من وعي معظم التوتسي». يرى بعض البورونديين أن كلا الحدثين يمثلان إبادة جماعية تستحق التذكر، ولكن بشكل عام تشكلت فصائل للمطالبة بأسبقية حدث على الآخر وإحياء ذكراهما وفقًا لذلك. وقد استشهد الهوتو البورونديون بأثر رجعي بوجود «خطة سيمبانانيي»، وهي مؤامرة خطط لها وزير الخارجية السابق في عام 1967 قبل إيكيزا للقضاء على الملك ونخبة الهوتو،  مما يدل على نية الإبادة الجماعية المزعومة للنظام. من المرجح أن يكون هذا كذبًا تاريخيًا. وتظل الآراء في الأوساط الأكاديمية البوروندية منقسمة على نحو مماثل بشأن الأحداث، حيث يتحدث كتاب الهوتو عن خطة مدروسة وضعها النظام لإبادة النخبة الهوتو، في حين يؤكد مؤلفو التوتسي أن إيكيزا بدأت بتمرد الهوتو ويتهمون مرتكبيها بوجود دوافع إبادة جماعية معادية للتوتسي، وبالتالي يبررون رد الحكومة.
لمدة سنوات عديدة، قامت الحكومة البوروندية بقمع كل الإشارات العامة إلى عمليات القتل التي وقعت عام 1972  ولم تحقق في أصولها. تميل الاحتفالات السنوية لإيكيزا إلى الحدوث في الخارج، وخاصة في بلجيكا. أقامت الحكومة البوروندية نصبًا تذكاريًا في عام 2010 لإحياء ذكرى ضحايا كل أعمال العنف التي شهدتها البلاد بعد الاستعمار. في عام 2014، أقر برلمان بوروندي قانونًا يدعو إلى إنشاء لجنة الحقيقة والمصالحة للتحقيق في الفظائع والقمع في البلاد بين عامي 1962 و2008، بما في ذلك إيكيزا. بدأت اللجنة عملها في عام 2016. وكجزء من عملها، قامت باستخراج الجثث من المقابر الجماعية التي يُعتقد أنها تحتوي على ضحايا إيكيزا في جميع أنحاء البلاد، وتم فحص وثائق من الأرشيف الحكومي، وإجراء مقابلات مع الشهود. في 20 ديسمبر 2021، قدمت لجنة الحقيقة والمصالحة تقريرها المرحلي لعام 2021 إلى البرلمان وأعلنت أن الدولة ارتكبت إبادة جماعية ضد الهوتو في عام 1972.

## الملاحظات
1. ↑  كتب المؤرخ إيدان راسل: "كان لهذا التصوير [للمتمردين باعتبارهم موليليين] غرض خاص في كسب الود الأجنبي، أو على الأقل التسامح؛ ونظراً لنضالات موبوتو المبكرة ضد موليليين ومخاوف الولايات المتحدة من تطلعاتهم الشيوعية، فقد كان هذا خطاً بلاغياً مثمراً. وكان دعم موبوتو السريع لميكومبيرو، وربما الصمت العام للولايات المتحدة بشأن عنف الدولة اللاحق، يوحي بأنه كان فعالاً إلى حد كبير".[25]
2. ↑  وبحسب وارين وينشتاين، «يقال» إن الحكومة الصينية ضغطت على الحكومة التنزانية لإرسال الذخيرة «المقدمة من الصين» إلى بوروندي.[37]
3. ↑  وقعت فرنسا اتفاقية المساعدة الفنية مع بوروندي فيما يتعلق بقواتها الجوية في عام 1969.[39]
4. ↑  وفي وقت لاحق، نفى سيمباناني أي تورط له في عمليات القتل.[51]
5. ↑  خلال فترة إيكيزا، استولت الحكومة على حسابات أغلب أفراد الهوتو المزدهرين في صندوق الادخار في بوروندي، بنك الادخار الوطني.[67]
6. ↑  كان لدى بيزوزا ضغينة طويلة الأمد ضد كابوجوبوجو.[83] وصرح لاحقا أنه أخطأ في اعتبار كابوغوبوجو ومسؤول آخر من التوتسي من الهوتو.[82]
7. ↑  وكتب راسل أن عمليات القتل وقعت في «غياب حرب أهلية حقيقية».[100]

## الأعمال المذكورة
- Adelman، Howard؛ Suhrke، Astri، المحررون (1999). The Path of a Genocide: The Rwanda Crisis from Uganda to Zaire (ط. illustrated). Oxford: Transaction Publishers. ISBN:978-1-41-283820-7. مؤرشف من الأصل في 2024-01-28.
- Annan، Kofi A. (11 مارس 2005)، Letter dated 11 March 2005 from the Secretary-General addressed to the President of the Security Council (PDF)، New York: مجلس الأمن التابع للأمم المتحدة، مؤرشف من الأصل (PDF) في 2022-09-01
- Bentrovato، Denise (2019). "Burundi". The Palgrave Handbook of Conflict and History Education in the Post-Cold War Era. Cham: Palgrave Macmillan. ISBN:9783030057213.
- "Burundi: The Long, Hot Summer" (PDF)، Current Intelligence Weekly Summary (ط. special)، United States Central Intelligence Agency، 22 سبتمبر 1972، مؤرشف من الأصل (PDF) في 2017-01-23
- Callahan، David (1997). Unwinnable Wars: American Power and Ethnic Conflict (ط. reprint). New York: Macmillan. ISBN:9780809016105. مؤرشف من الأصل في 2024-01-28.
- Campbell، Jason J. (2012). On the Nature of Genocidal Intent. Lanham: Lexington Books. ISBN:9780739178478. مؤرشف من الأصل في 2024-01-27.
- Carney، J.J. (2014). Rwanda Before the Genocide: Catholic Politics and Ethnic Discourse in the Late Colonial Era. New York: Oxford University Press USA. ISBN:9780199982271. مؤرشف من الأصل في 2024-01-28.
- Charny، Israel W.، المحرر (1999). Encyclopedia of Genocide: A–H. Santa Barbara: ABC-CLIO. ج. 1. ISBN:9780874369281. مؤرشف من الأصل في 2023-05-22.
- Chorbajian، Levon؛ Shirinian، George، المحررون (2016). Studies in Comparative Genocide. London: Springer. ISBN:9781349273485. مؤرشف من الأصل في 2024-01-27.
- Chrétien, Jean-Pierre; Dupaquier, Jean-François (2007). Burundi 1972, au bord des génocides (بالفرنسية). Paris: Karthala Editions. ISBN:9782845868724. Archived from the original on 2023-12-16.
- Daley، Patricia O. (2008). Gender & Genocide in Burundi : The Search for Spaces of Peace in the Great Lakes Region. African Issues. Bloomington: Indiana University Press. ISBN:978-0-253-35171-5.
- Davis، Morris (1975). Civil Wars and the Politics of International Relief: Africa, South Asia, and the Caribbean. New York: Praeger. ISBN:9780275098704. مؤرشف من الأصل في 2024-01-28.
- Des Forges، Alison (مايو 1994). "Burundi: Failed coup or creeping coup?". Current History. ج. 93 ع. 583: 203–207. DOI:10.1525/curh.1994.93.583.203. ISSN:0011-3530.
- Kay، Reginald (1987). Burundi Since the Genocide (ط. second). London: المجموعة الدولية لحقوق الأقليات. ISBN:9780080308319. مؤرشف من الأصل في 2024-01-27.
- Krueger، Robert؛ Krueger، Kathleen Tobin (2007). From Bloodshed to Hope in Burundi : Our Embassy Years During Genocide (PDF). Austin: University of Texas Press. ISBN:9780292714861. مؤرشف من الأصل (PDF) في 2024-09-17.
- Kuper، Leo (1981). Genocide: Its Political Use in the Twentieth Century (ط. reprint). New Haven: Yale University Press. ISBN:9780300031201. مؤرشف من الأصل في 2024-01-28.
- Lemarchand، René (1996). Burundi: Ethnic Conflict and Genocide (ط. 1st). Cambridge: Cambridge University Press. ISBN:0-521-56623-1. مؤرشف من الأصل في 2024-01-28.
- Lemarchand، René (27 يونيو 2008). "The Burundi Killings of 1972". Online Encyclopedia of Mass Violence. معهد الدراسات السياسية بباريس. مؤرشف من الأصل في 2024-09-12. اطلع عليه بتاريخ 2020-09-11.
- Lemarchand، René (2009). The Dynamics of Violence in Central Africa. Philadelphia: University of Pennsylvania Press. ISBN:9780812241204. مؤرشف من الأصل في 2024-01-28.
- Lemarchand، René (2013). "Burundi 1972: A Forgotten Genocide". Forgotten Genocides : Oblivion, Denial, and Memory. Philadelphia: دار نشر جامعة بنسلفانيا[الإنجليزية]. ISBN:978-0-8122-4335-2.
- Lemarchand، René؛ Martin، David (1974). Selective Genocide in Burundi (PDF). London: المجموعة الدولية لحقوق الأقليات. مؤرشف من الأصل (PDF) في 2023-11-27.
- Loft، Francis (1988). "Background to the Massacres in Burundi". Review of African Political Economy. ج. 15 ع. 43: 88–93. DOI:10.1080/03056248808703792. JSTOR:4005758.
- Lott، Gaia (يوليو 2018). "On the margins of the Françafrique: Franco-Burundian and Franco-Rwandan bonds from an historical perspective". African Affairs. ج. 117 ع. 468: 347–369. DOI:10.1093/afraf/ady013.
- Manirakiza, Désiré (2011). "Les intellectuels burundais face au piège de l'ethnisme". Revue Africaine de Sociologie (بالفرنسية). 15 (1): 20–47. JSTOR:24487939.
- Melady، Thomas (1974). Burundi: The Tragic Years. New York: Orbis Books. ISBN:0-88344-045-8.
- Nimuraba، Sixte Vigny؛ Irvin-Erickson، Douglas (2019). "Chapter 9 : Narratives Of Ethnic And Political Conflict In Burundian Sites Of Persuasion". Museums and Sites of Persuasion Politics, Memory and Human Rights. London: Routledge. DOI:10.4324/9781138567825-10. S2CID:237121150.
- Rieff، David (2001). "Suffering and Cynicism in Burundi". World Policy Journal (ط. Fall). ج. 18 ع. 3: 61–68. DOI:10.1215/07402775-2001-4002. JSTOR:40209763.
- Russell، Aidan (2019). Politics and Violence in Burundi: The Language of Truth in an Emerging State. Cambridge: مطبعة جامعة كامبريدج. ISBN:9781108499347. مؤرشف من الأصل في 2023-11-07.
- Russell، Aidan (أغسطس 2015). "Obedience and selective genocide in Burundi". Africa: The Journal of the International African Institute. ج. 85 ع. 3: 437–456. DOI:10.1017/S0001972015000273. ISSN:1750-0184. S2CID:143187212.
- Russell، Aidan (2015). "Rebel and Rule in Burundi, 1972". The International Journal of African Historical Studies. ج. 48 ع. 1: 73–97. JSTOR:44715385.
- Schweiger، Romana (يوليو 2006). "Late Justice For Burundi". The International and Comparative Law Quarterly. ج. 55 ع. 3: 653–670. DOI:10.1093/iclq/lei109. JSTOR:4092644.
- Stapleton، Timothy J. (2017). A History of Genocide in Africa. Santa Barbara: ABC-CLIO. ISBN:9781440830525. مؤرشف من الأصل في 2024-12-11.
- Taylor، Jordan D. (2012). The U.S. response to the Burundi Genocide of 1972 (Masters thesis). جامعة جيمس ماديسون. OCLC:801507594. مؤرشف من الأصل في 2020-01-02.
- Turner، Simon (2012). Politics of Innocence: Hutu Identity, Conflict and Camp Life. New York: Berghahn Books. ISBN:9780857456090. مؤرشف من الأصل في 2024-01-28.
- Uvin، Peter (2013). Life after Violence: A People's Story of Burundi. London: دار زيد للنشر. ISBN:9781848137240. مؤرشف من الأصل في 2024-01-28.
- Watt، Nigel (2008). Burundi : Biography of a Small African County. New York: دار نشر جامعة كولومبيا. ISBN:978-0-231-70090-0.
- Watt، Nigel (2016) [1st pub. 2008]. Burundi: Biography of a Small African Country (ط. Revised and updated). London: C. Hurst & Co. ISBN:978-1849045094.
- Weinstein، Warren (1975). Chinese and Soviet Aid to Africa. New York: Praeger Publishers. ISBN:978-0-275-09050-0. مؤرشف من الأصل في 2024-01-28.
- Weinstein، Warren (1974). "Ethnicity and Conflict Regulation: The 1972 Burundi Revolt". Africa Spectrum. ج. 9 ع. 1: 42–49. JSTOR:40173604.
- Weinstein، Warren (1976). Historical Dictionary of Burundi. Metuchen: Scarecrow Press. ISBN:9780810809628.
- Weinstein، Warren (مارس 1976). "Reviews". The Journal of Modern African Studies. ج. 14 ع. 1: 161–163. DOI:10.1017/S0022278X00024071. JSTOR:159655.

## للقراءة الإضافية
- United Nations Committee on the elimination of racial discrimination, Fifty–first session, Summary record of the 1239th meeting. Held at the Palais des Nations, Geneva, 20 August 1997, Seventh to tenth periodic reports of Burundi (continued) (CERD/C/295/Add.1)
  - Concluding Observations of the Committee on the Elimination of Racial Discrimination : Burundi. 18 September 1997.
- "Burundi Genocide", News about Burundi crimes since 1962, by Agnews (2000)